# Storbritanniens marin

Storbritanniens örlogsflagga.

Storbritanniens marin (His Majesty's Naval Service) är Storbritanniens sjömilitära försvarsgren. I marinen ingår inte Royal Fleet Auxiliary eller andra civila myndigheter tillhörande det brittiska försvarsministeriet.

## Ledning
Marinen leds av amiralitetsstyrelsen (engelska: Admiralty Board), en avdelning av försvarsstyrelsen (engelska: Defence Council) vilken är en del av Storbritanniens försvarsministerium och vars ordförande är Storbritanniens försvarsminister (engelska: Secretary of State for Defence).

## Organisation
Marinen består av:
- Royal Navy, Storbritanniens örlogsflotta
- Royal Marines, Storbritanniens marinkår
- Queen Alexandra's Royal Naval Nursing Service (QARNNS), marinens omvårdnadspersonal
- Maritime Reserve Forces, marinens reservstyrkor
- Naval Careers Service (NCS), marinens rekryteringsmyndighet

## Ingående delar

### Royal Navy och QARNNS
Royal Navy består av officerare och sjömän i örlogsflottan, inklusive militär själavårdspersonal. QARNNS är integrerad i Royal Navy och dess officerare är officerare i Royal Navy.

### Royal Marines
Royal Marines är en särskild reguljär kår som leds och administreras av chefen för kustflottan (Fleet Commander). 

### Maritime Reserve Forces
- Royal Naval Reserve
- Royal Marines Reserve
- Royal Fleet Reserve
- Queen Alexandra’s Royal Naval Nursing Service Reserve

### Naval Careers Service
Rekryteringsmyndigheten är en av marinens fyra huvuddelar. Dess personal består av före detta stamanställda officerare och sjömän. All personal lyder under krigslagarna.

## Ej ingående delar

### Royal Fleet Auxiliary
Royal Fleet Auxiliary är en uniformerad civil myndighet med ansvar för flottans trängfartyg. Den lyder under amiralitetsstyrelsen genom chefen för kustflottan.

### Royal Corps of Naval Constructors
Royal Corps of Naval Constructors (RCNC) är en civil personalkår vilken utgör en integrerad del av försvarets civila ingenjörspersonal. Den består av skeppsbyggnadsingenjörer, elingenjörer och mekanikingenjörer anställda av försvarsdepartementet och sysselsatta med formgivning, konstruktion, upphandling och reparation av flottans fartyg och dess maskineri, utrustning och system.

### NAAFI Canteen Service
Navy, Army and Air Force Institute (NAAFI) Canteen Service är en marketenteriorganisation med civil personal. Vid krigsfall kommer dess personal på fartyg och baser att anställas som marin personal.